# Sonne (Eisenach)

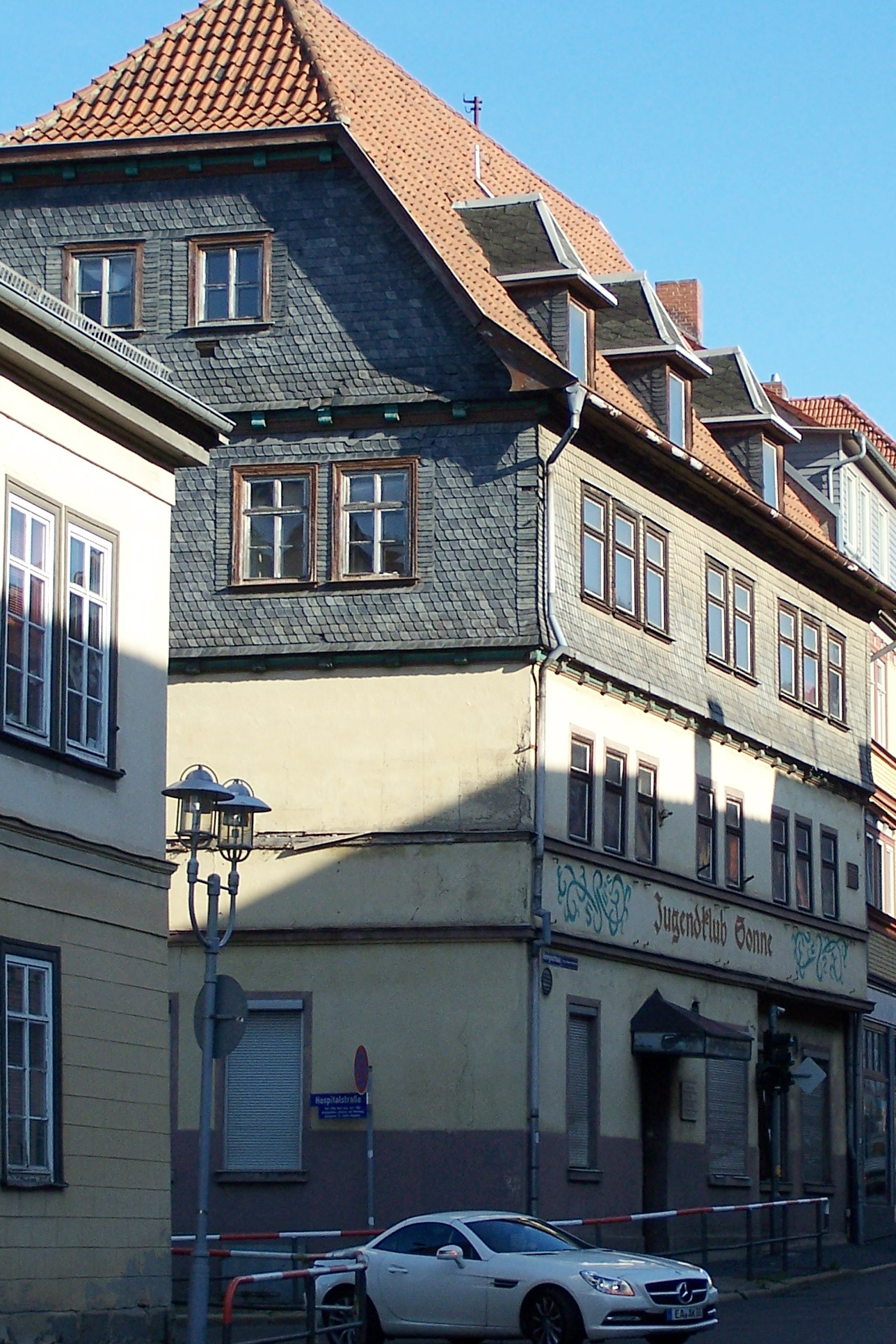
Die „Sonne“ in der Georgenstraße (2011)

Der frühere Gasthof und Jugendclub Sonne ist ein Baudenkmal im Zentrum der Stadt Eisenach in Thüringen.

## Lage
Das Gebäude mit der Anschrift Georgenstraße 50 liegt am westlichen Rand der Altstadt von Eisenach an der Ecke Georgenstraße/Hospitalstraße. In unmittelbarer Nähe befinden sich die Alte Posthalterei, der als Stadtbibliothek genutzte Hellgrevenhof und der frühere Standort des Georgentores, einem Stadttor der Eisenacher Stadtmauer. Der Eisenacher Markt befindet sich etwa 150 Meter südöstlich.

## Geschichte

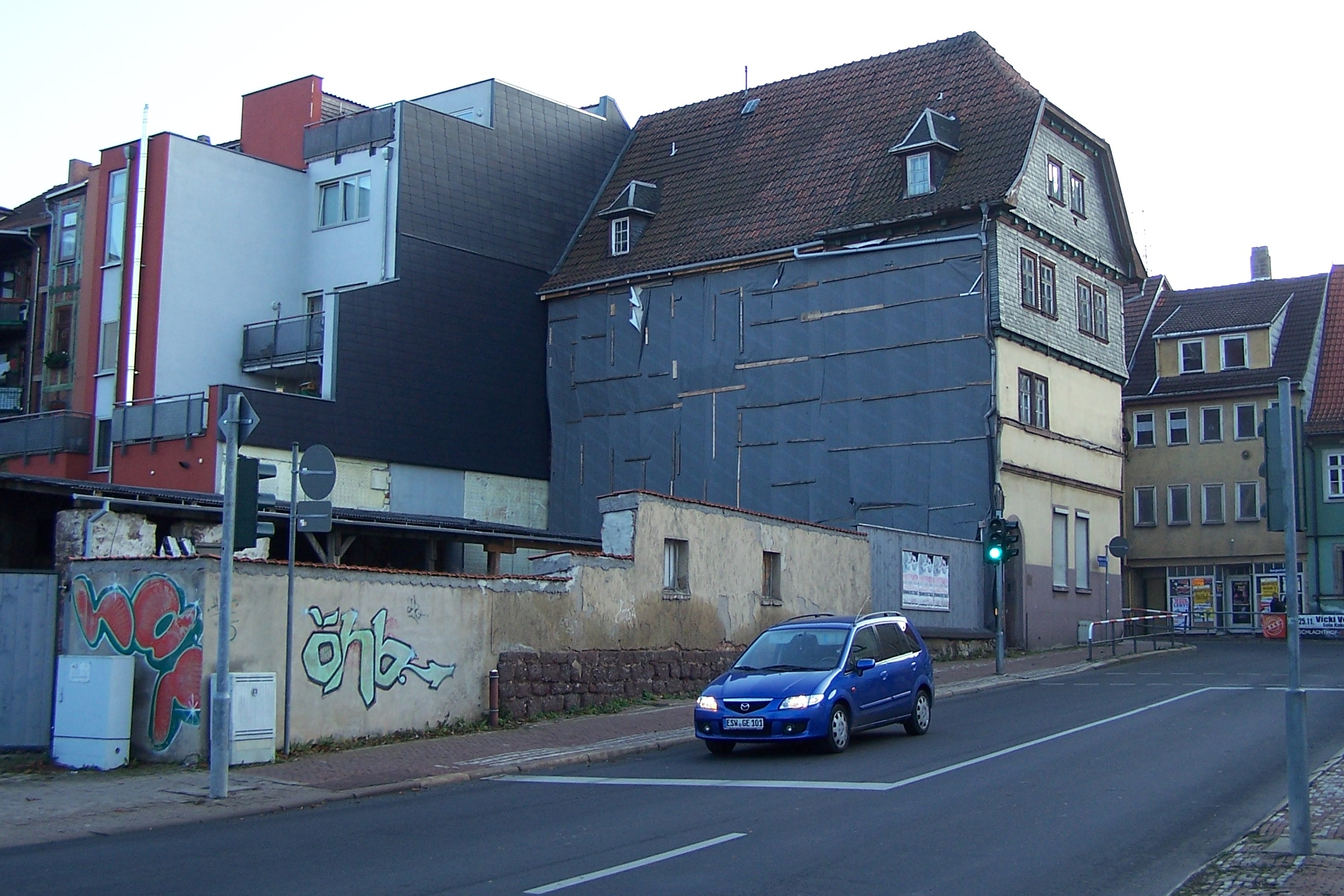
Hinterhof der „Sonne“ in der Hospitalstraße nach Abriss der Nebengebäude (2011)

Die baulichen Ursprünge des Gebäudes liegen im 15. Jahrhundert. Damit gilt es als eines der ältesten erhaltenen Häuser in Eisenach. Seit dieser Zeit wurde das verkehrsgünstig am westlichen Zugang zum damals befestigten Stadtkern gelegene Gebäude als Gastwirtschaft genutzt. Während seines Aufenthalts als Kurrendesänger in Eisenach soll unter anderem Martin Luther kurzzeitig in dem Gebäude gewohnt haben. Vom 23. bis 27. August 1873 fand im Gasthof „Sonne“ der fünfte Parteitag der Sozialdemokratischen Arbeiterpartei statt. Um 1900 wurde das Gebäude umgebaut und um ein zweites Obergeschoss erweitert.
Am 19. März 1976 wurde in der „Sonne“ der Jugendklub des Automobilwerkes Eisenach eröffnet. 1979 gab Otto Waalkes ein inoffizielles Konzert in dem Club, was bemerkenswert war, da dieser Auftritt eines Künstlers aus der Bundesrepublik nicht mit den damaligen DDR-Behörden abgestimmt war. Ein von Waalkes an die Wand gemalter Ottifant erinnert an dieses Ereignis.
Der Jugendklub schloss zum 31. Dezember 1990. Die Treuhandanstalt verkaufte das Gebäude an einen privaten Investor, der die Einrichtung noch bis 1997 betrieb und dann endgültig schloss. 2004 ersteigerte die Städtische Wohnungsgesellschaft der Stadt Eisenach das Gebäude um die bauliche Sicherung des Kulturdenkmals zu ermöglichen.
Die baufälligen Seitenflügel entlang der Hospitalstraße sowie der Saal im Hinterhof mussten 2009 abgerissen werden; erhalten blieb ein mit einem provisorischen Dach gesicherter Gewölbekeller. 2011 wurde ein Sicherungskonzept für das Hauptgebäude erstellt, das seit 2014 schrittweise umgesetzt wird.
Im Spätherbst 2014 begann die bauliche Sicherung des Gebäudes, es wurde eine Balkenkonstruktion zur Stütze der Vorderseite angebracht, Fundamente und Mauern stabilisiert und im Inneren mit der Entfernung maroder und vom Hausschwamm befallener Bauteile begonnen. Erhaltenswerte Teile sollen stehen bleiben, so dass das dann gesicherte und teilentkernte Gebäude an potentielle Sanierungsträger veräußert werden kann.
Konzepte über eine künftige Nutzung des Gebäudes lagen bis Ende 2014 noch nicht vor. Pläne einer Nutzung als betreutes Wohnen haben sich zerschlagen, angedacht ist nunmehr eine Nutzung als Wohn- und Geschäftshaus mit der Option eines Anbaus im Hinterhof.